# Роберт Зіммер
Роберт Джеффрі Зіммер (5 листопада 1947 — 23 травня 2023) — американський математик й академічний адміністратор. З 2006 до 2021 рік — 13-ий президент Чиказького університету та голова правління Аргонської національної лабораторії, Національної прискорювальної лабораторії Фермі та Морської біологічної лабораторії. До липня 2022 року обіймав посаду ректора Чиказького університету. Як математик Зіммер спеціалізувався на геометрії, зокрема ергодичній теорії, групах Лі та диференціальній геометрії.

## Освіта та досвід роботи
Зіммер закінчив нью-йоркську середню школу Стайвесант у 1964 році. У 1968 році він вступив до Брандейського університету, здобувши ступінь бакалавра з відзнакою. Він закінчив аспірантуру з математики у Гарвардському університеті, здобув ступінь магістра у 1971 році та ступінь доктора філософії у 1975 році під керівництвом Джорджа Маккі. Зіммер викладав у Військово-морській академії США з 1975 до 1977 рік, у 1977 році перейшов на математичний факультет Чиказького університету. З 1981 до 1983 рік Зіммер був професором кафедри математики Університету Каліфорнії у Берклі. Він працював на факультеті математики й обіймав кілька адміністративних посад у Чиказькому університеті, зокрема голови кафедри математики, заступника проректора та віцепрезидента з досліджень й Аргонської національної лабораторії, у 2002 році перейшов до Браунського університету на посаду проректора. Він повернувся до Чиказького університету як президент у 2006 році.

## Президент Чиказького університету
Як президент Зіммер наполягав на великих академічних ініціативах в університеті, зокрема збільшення фінансової допомоги для студентів коледжу бакалаврату та скасування позик із пакетів фінансової допомоги; збільшення фінансування докторантів, зокрема з гуманітарних і соціальних наук; перша інженерна програма Чиказького університету на початку як Інститут молекулярної інженерії — зараз є Прітцкерівською школою молекулярної інженерії; нові програми та засоби в мистецтві; заснування Інституту досліджень економіки Беккера-Фрідмана, Колегіуму сім'ї Нойбауер з питань культури та суспільства й Інституту формування знань імені Стевановича. Під час президентства Зіммера Чиказький університет розширив свою присутність на місцевому рівні, відкривши Інститут міської освіти, а також у світі, відкривши Центр у Пекіні, Центр у Делі та The Hong Kong Jockey. Клуб Академічного комплексу Чиказького університету/Кампус Чиказького університету імені Френсіса та Роуз Юен у Гонконгу.
Під керівництвом Зіммера заявки на вступ до бакалаврату коледжу зросли з менш ніж 10 000 у 2006 році до понад 32 000 у 2018 році. Запрацювала низка програм, спрямованих на фінансову підтримку студентів, збільшення доступу університету, наставництва та ін.
Під час перебування Зіммера на посаді Чиказький університет отримав подарунки у грошовій формі на загальну суму 8,5 мільйонів на фінансування програми студентських стипендій, Школи бізнесу Бут Чиказького університету, створення Інституту Пірсона з вивчення та розв'язання глобальних конфліктів і Глобального форуму Пірсона у Школі досліджень публічної політики Гарріса, Департаменту економіки Кеннета С. Гріффіна, Інституту сім'ї Дюшусуа: використання мікробіому й імунітету для здоров'я людини, створення Прітцкерівської школи молекулярної інженерії.
У 2014 році Зіммер сформував Комітет зі свободи слова, звіт якого став відомий як Чиказькі принципи — набір вказівок, покликаних продемонструвати відданість Чиказького університету свободі слова. Чиказькі принципи були прийняті більш ніж 65 коледжами та університетами. Як зазначив Зіммер у зверненні до Чиказького фестивалю гуманітарних наук у 2017 році, робота викладачів і студентів щодо протистояння новим й іншим ідеям через освіту та дослідження «відбувається лише на найвищому рівні у середовищі суворості, запитань і вільного та відкритого дискурсу». Зіммер також зазначав про важливість цих ідей у програмній доповіді на конференції «Академічна свобода в епоху цифрових технологій» Віденського університету.
Під керівництвом Зіммера Чиказький університет у серпні 2016 року надіслав лист новим першокурсникам, у якому повідомлялося, що «ми не підтримуємо так звані тригерні попередження, ми не скасовуємо запрошених доповідачів, якщо їхні теми можуть виявитися суперечливими, і ми не виправдовуємо створення інтелектуальних безпечних просторів, де люди можуть відступити від ідей і перспектив, які суперечать їхнім власним».
Згідно з повідомленням Associated Press, Зіммер був найвисокооплачуваним президентом коледжу у США у 2011 році із загальною винагородою у 3,4 мільйона доларів у тому році.
13 серпня 2020 року Зіммер оголосив, що піде у відставку з поста президента наприкінці 2020—2021 навчального року та перейде на посаду президента; спочатку він планував працювати до 2022 року, але визнав, що операція на мозку, яку він переніс у травні 2020 року, прискорила його відставку. 7 липня 2022 року він залишив університет, щоб зосередитися на своєму здоров'ї.

## Математична робота
Робота Зіммера була зосереджена на групових діях на многовидах і більш загальних просторах із застосуванням до топології та геометрії. Велика частина його роботи була в області, відомій зараз як «Програма Зіммера», спрямована на розуміння дій напівпростих груп Лі та їх дискретних підгруп на диференційованих многовидах.
Важливе значення цієї програми має «Теорема про наджорсткість коциклу Зіммера» — узагальнення теореми про наджорсткість Григорія Маргуліса. Подібно до роботи Маргуліса, яка сильно вплинула на Зіммера, вона використовує ергодичну теорію як центральну техніку у випадку інваріантних мір. Це призвело до багатьох результатів у рамках програми Зіммера, хоча багато основних припущень залишаються відкритими. Окрім Маргуліса, на Зіммера великий вплив справила робота Михайла Громова над групами жорстких перетворень, і він розширив і зв'язав теорію Громова з програмою Зіммера.
Зіммер співпрацював з кількома математиками, щоб застосувати ідеї Програми Зіммера до інших областей математики. Його співпраця з Алексом Любоцьким застосувала деякі з цих ідей до арифметичних результатів на фундаментальних групах многовидів. У співпраці з Франсуа Лабурі та Шахаром Мозесом ідеї супержорсткості коциклу були застосовані до основної проблеми існування компактних локально однорідних просторів певних типів. Його співпраця з Амосом Нево стосувалася дій зі стаціонарною мірою та надала певні базові структурні теореми для таких дій напівпростих груп вищого рангу. Попередня робота Зіммера надала доказ гіпотези Алена Конна про орбітальну еквівалентність дій напівпростих груп і ввела основне поняття дії аменабельної групи.

## Особисте життя та смерть
Зіммер був одружений з Терезою Шварцман, колишнім директором стратегічних ініціатив Інституту міської освіти при університеті, вони розійшлися у вересні 2009 року, а пізніше розлучилися. Мають трьох дорослих синів. У жовтні 2011 року він одружився з професоркою антикознавства Чиказького університету Шаді Барч.
У липні 2022 року у Зіммера діагностували гліобластому. Він помер у Чикаго 23 травня 2023 року у віці 75 років.

## Відзнаки
- Член Американської академії мистецтв і наук[49].
- Почесний доктор Університету Цінхуа (квітень 2011)[50] та Колбі-коледжу (вересень 2014)[51].
- Член Американського математичного товариства (2012)[52].
- У 2017 році Зіммер отримав 13-ту щорічну нагороду Філіпа Меррілла за видатний внесок в освіту ліберальних мистецтв від Американської ради опікунів і випускників[53].
- Почесний ступінь Брандейського університету[54].